# Планински велосипед
Планинският велосипед, наричан често MTB (от английски MounTain Bike) е велосипед с подсилена конструкция, използван за колоездене в пресечен терен.
Характерни за такъв велосипед са здравите и леки рамки, наличието на амортисьори и широки гуми с дълбок грайфер.
Обикновено се използват и голям брой предавки, които подпомагат преодоляване на голям диапазон на наклони на трасето, както и плавна промяна на прилаганото усилие.
В последните десетилетия планинските велосипеди търпят бурно развитие, оформят се различни под-групи според конкретното предназначение (спускане от англ. Downhill [DH], крос кънтри от англ. Cross-country [XC], ендуро и други)